# Grand Prix Monaka 1981
Grand Prix Monaka 1981 (oficiálně XXXIX Grand Prix de Monaco) se jela na okruhu Circuit de Monaco v Monte Carlu v Monaku dne 31. května 1981. Závod byl šestým v pořadí v sezóně 1981 šampionátu Formule 1.

## Předběžná kvalifikace
| Poř. | No. | Jezdec             | Konstruktér   | Čas      | Ztráta  |
| ---- | --- | ------------------ | ------------- | -------- | ------- |
| 1    | 33  | Patrick Tambay     | Theodore-Ford | 1:30.492 | —       |
| 2    | 14  | Marc Surer         | Ensign-Ford   | 1:31.249 | +0.757  |
| 3    | 31  | Beppe Gabbiani     | Osella-Ford   | 1:32.704 | +2.212  |
| 4    | 32  | Piercarlo Ghinzani | Osella-Ford   | 1:33.189 | +2.697  |
| 5    | 10  | Slim Borgudd       | ATS-Ford      | 1:33.285 | +2.793  |
| 6    | 18  | Derek Daly         | March-Ford    | 1:33.800 | +3.308  |
| 7    | 17  | Eliseo Salazar     | March-Ford    | 1:35.249 | +4.757  |
| 8    | 35  | Brian Henton       | Toleman-Hart  | 1:37.528 | +7.036  |
| 9    | 36  | Derek Warwick      | Toleman-Hart  | 1:41.966 | +11.474 |

## Kvalifikace
| Poř.   | No. | Jezdec                | Konstruktér     | Časy v kvalifikaci | Časy v kvalifikaci | Ztráta |
| Poř.   | No. | Jezdec                | Konstruktér     | Q1                 | Q2                 | Ztráta |
| ------ | --- | --------------------- | --------------- | ------------------ | ------------------ | ------ |
| 1      | 5   | Nelson Piquet         | Brabham-Ford    | 1:25.710           | 1:28.667           | —      |
| 2      | 27  | Gilles Villeneuve     | Ferrari         | 1:26.891           | 1:25.788           | +0.078 |
| 3      | 12  | Nigel Mansell         | Lotus-Ford      | 1:27.174           | 1:25.815           | +0.105 |
| 4      | 2   | Carlos Reutemann      | Williams-Ford   | 1:27.643           | 1:26.010           | +0.300 |
| 5      | 29  | Riccardo Patrese      | Arrows-Ford     | 1:27.447           | 1:26.040           | +0.330 |
| 6      | 11  | Elio de Angelis       | Lotus-Ford      | 1:28.381           | 1:26.259           | +0.549 |
| 7      | 1   | Alan Jones            | Williams-Ford   | 1:26.938           | 1:26.538           | +0.828 |
| 8      | 26  | Jacques Laffite       | Ligier-Matra    | 1:27.468           | 1:26.704           | +0.994 |
| 9      | 15  | Alain Prost           | Renault         | 1:27.623           | 1:26.953           | +1.243 |
| 10     | 7   | John Watson           | McLaren-Ford    | 1:28.137           | 1:27.058           | +1.348 |
| 11     | 8   | Andrea de Cesaris     | McLaren-Ford    | 1:28.966           | 1:27.122           | +1.412 |
| 12     | 22  | Mario Andretti        | Alfa Romeo      | 1:27.512           | 1:28.162           | +1.802 |
| 13     | 16  | René Arnoux           | Renault         | 1:28.613           | 1:27.513           | +1.803 |
| 14     | 30  | Siegfried Stohr       | Arrows-Ford     | 1:29.789           | 1:27.564           | +1.854 |
| 15     | 3   | Eddie Cheever         | Tyrrell-Ford    | 1:29.282           | 1:27.594           | +1.884 |
| 16     | 33  | Patrick Tambay        | Theodore-Ford   | 1:28.897           | 1:27.939           | +2.229 |
| 17     | 28  | Didier Pironi         | Ferrari         | 1:29.150           | 1:28.266           | +2.556 |
| 18     | 23  | Bruno Giacomelli      | Alfa Romeo      | 1:28.335           | 1:28.323           | +2.613 |
| 19     | 14  | Marc Surer            | Ensign-Ford     | 1:29.611           | 1:28.339           | +2.629 |
| 20     | 4   | Michele Alboreto      | Tyrrell-Ford    | 1:30.699           | 1:28.358           | +2.648 |
| 21     | 20  | Keke Rosberg          | Fittipaldi-Ford | 1:29.924           | 1:28.436           | +2.726 |
| 22     | 25  | Jean-Pierre Jabouille | Ligier-Matra    | 1:29.752           | 1:28.841           | +3.131 |
| 23     | 6   | Héctor Rebaque        | Brabham-Ford    | 1:29.188           | 1:29.256           | +3.478 |
| 24     | 21  | Chico Serra           | Fittipaldi-Ford | 1:32.109           | 1:29.434           | +3.724 |
| 25     | 32  | Piercarlo Ghinzani    | Osella-Ford     | Bez času           | 1:29.694           | +3.984 |
| 26     | 31  | Beppe Gabbiani        | Osella-Ford     | 1:30.963           | 1:29.795           | +4.085 |
| Zdroj: |     |                       |                 |                    |                    |        |

## Závod
| Poř.   | No. | Jezdec                | Konstruktér     | Počet kol | Čas/Odstoupení  | Pořadí na startu | Body |
| ------ | --- | --------------------- | --------------- | --------- | --------------- | ---------------- | ---- |
| 1      | 27  | Gilles Villeneuve     | Ferrari         | 76        | 1:54:23.38      | 2                | 9    |
| 2      | 1   | Alan Jones            | Williams-Ford   | 76        | + 39.91         | 7                | 6    |
| 3      | 26  | Jacques Laffite       | Ligier-Matra    | 76        | + 1:29.24       | 8                | 4    |
| 4      | 28  | Didier Pironi         | Ferrari         | 75        | + 1 kolo        | 17               | 3    |
| 5      | 3   | Eddie Cheever         | Tyrrell-Ford    | 74        | + 2 kola        | 15               | 2    |
| 6      | 14  | Marc Surer            | Ensign-Ford     | 74        | + 2 kola        | 19               | 1    |
| 7      | 33  | Patrick Tambay        | Theodore-Ford   | 72        | + 4 kola        | 16               |      |
| Ret    | 5   | Nelson Piquet         | Brabham-Ford    | 53        | Smyk            | 1                |      |
| Ret    | 7   | John Watson           | McLaren-Ford    | 52        | Motor           | 10               |      |
| Ret    | 4   | Michele Alboreto      | Tyrrell-Ford    | 50        | Kolize          | 20               |      |
| Ret    | 23  | Bruno Giacomelli      | Alfa Romeo      | 50        | Kolize          | 18               |      |
| Ret    | 15  | Alain Prost           | Renault         | 45        | Motor           | 9                |      |
| Ret    | 2   | Carlos Reutemann      | Williams-Ford   | 33        | Převodovka      | 4                |      |
| Ret    | 11  | Elio de Angelis       | Lotus-Ford      | 32        | Motor           | 6                |      |
| Ret    | 16  | René Arnoux           | Renault         | 32        | Smyk            | 13               |      |
| Ret    | 29  | Riccardo Patrese      | Arrows-Ford     | 29        | Převodovka      | 5                |      |
| Ret    | 12  | Nigel Mansell         | Lotus-Ford      | 15        | Zavěšení        | 3                |      |
| Ret    | 30  | Siegfried Stohr       | Arrows-Ford     | 14        | Palivový systém | 14               |      |
| Ret    | 8   | Andrea de Cesaris     | McLaren-Ford    | 0         | Kolize          | 11               |      |
| Ret    | 22  | Mario Andretti        | Alfa Romeo      | 0         | Kolize          | 12               |      |
| DNQ    | 20  | Keke Rosberg          | Fittipaldi-Ford |           |                 |                  |      |
| DNQ    | 25  | Jean-Pierre Jabouille | Ligier-Matra    |           |                 |                  |      |
| DNQ    | 6   | Héctor Rebaque        | Brabham-Ford    |           |                 |                  |      |
| DNQ    | 21  | Chico Serra           | Fittipaldi-Ford |           |                 |                  |      |
| DNQ    | 32  | Piercarlo Ghinzani    | Osella-Ford     |           |                 |                  |      |
| DNQ    | 31  | Beppe Gabbiani        | Osella-Ford     |           |                 |                  |      |
| DNPQ   | 10  | Slim Borgudd          | ATS-Ford        |           |                 |                  |      |
| DNPQ   | 18  | Derek Daly            | March-Ford      |           |                 |                  |      |
| DNPQ   | 17  | Eliseo Salazar        | March-Ford      |           |                 |                  |      |
| DNPQ   | 35  | Brian Henton          | Toleman-Hart    |           |                 |                  |      |
| DNPQ   | 36  | Derek Warwick         | Toleman-Hart    |           |                 |                  |      |
| Zdroj: |     |                       |                 |           |                 |                  |      |

## Průběžné pořadí po závodě
Pohár jezdců
| Pořadí | Jezdec            | Body |
| ------ | ----------------- | ---- |
| 1      | Carlos Reutemann  | 34   |
| 2      | Alan Jones        | 24   |
| 3      | Nelson Piquet     | 22   |
| 4      | Gilles Villeneuve | 12   |
| 5      | Jacques Laffite   | 11   |
| Zdroj: |                   |      |

Pohár konstruktérů
| Pořadí | Konstruktér   | Body |
| ------ | ------------- | ---- |
| 1      | Williams-Ford | 58   |
| 2      | Brabham-Ford  | 25   |
| 3      | Ferrari       | 17   |
| 4      | Ligier-Matra  | 11   |
| 5      | Arrows-Ford   | 10   |
| Zdroj: |               |      |